# Gnathoceraphron
Gnathoceraphron – rodzaj błonkówek z rodziny Ceraphronidae.

## Zasięg występowania
Przedstawiciele tego rodzaju występują w krainie etiopskiej.

## Biologia i ekologia
Biologia nie jest znana.

## Systematyka
Do Gnathoceraphron zaliczane są 2 gatunki:
- Gnathoceraphron skapheutes Dessart & Bin, 1981
- Gnathoceraphron watshami Dessart & Bin, 1981